# Carex kyyhkynenii
Carex kyyhkynenii là một loài thực vật có hoa trong họ Cói. Loài này được Hiitonen mô tả khoa học đầu tiên năm 1925.